# Fibre synthétique
Pour les articles homonymes, voir Fibre (homonymie).

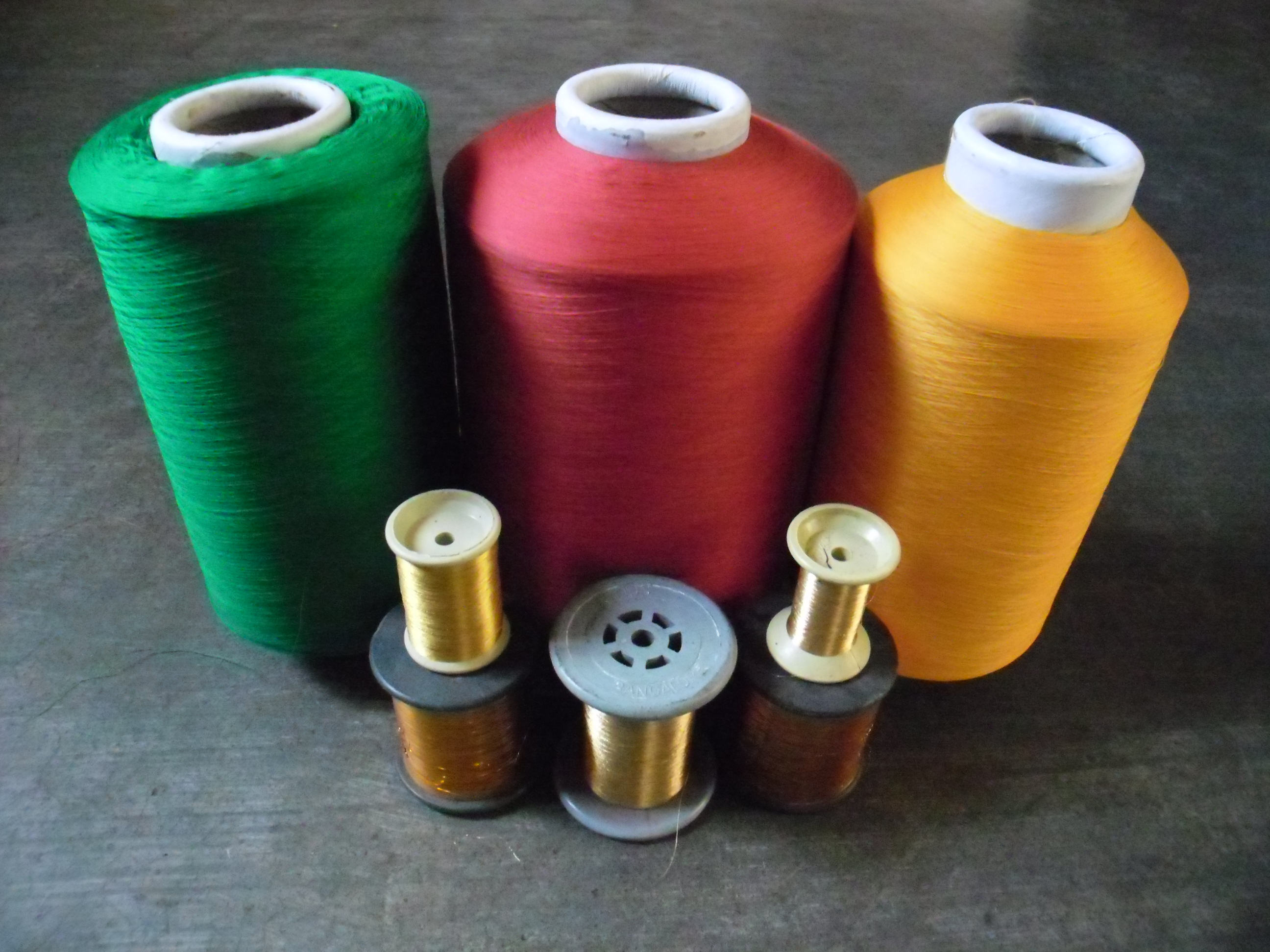
Bobines de fils de polyester.

Dans le textile, la fibre synthétique est une fibre (ou un fil) produite à partir de matière(s) synthétique(s).
Une matière synthétique est une matière obtenue par synthèse de composés chimiques. Ces derniers viennent presque exclusivement d'hydrocarbures ou d'amidon et servent à produire du fil et des textiles synthétiques (dont textiles techniques, lingettes et textiles médicaux).

## Histoire

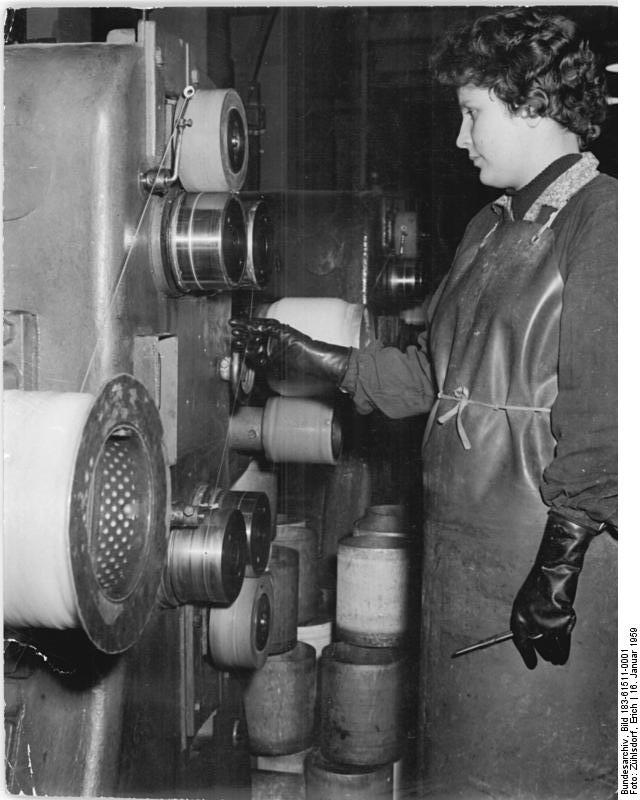
Fabrication de Perlon, une fibre polyamide, en Allemagne de l'Est en 1959.

L'idée de fabriquer des fibres synthétiques date de Robert Hooke en 1664. En 1713, René-Antoine Ferchault de Réaumur réussit à filer la première fibre de verre et suggéra en 1735 de former des fibres à partir de vernis liquide. En 1883, Sir Joseph Swan forma des fibres à partir d'une solution de nitrocellulose (dans de l'acide acétique) et d'alcool, créant ainsi le premier processus de wet spinning formant de longues fibres continues.
La soie synthétique date de 1855 lorsque Georges Audemars découvre une méthode permettant de fabriquer du nitrate de cellulose.
La première fibre plastique commercialisée en 1938 est le nylon.
Depuis de nombreux tissus synthétiques sont apparus : les fibres acryliques, l'aramide, les polyoléfines et le polyester.
On connaît moins les secrets de fabrication des fibres synthétiques destinées à des applications particulières, telles que les fibres de verre, fibres de carbone, fibres céramiques, fibres de matériaux d'isolation, ou pour la fabrication de tissus techniques (pare-feux, pare-balles, etc.), alliées à d'autres substances.

## Économie
Les fibres chimiques ont connu une forte croissance continue depuis leur apparition au milieu du XXe siècle et aujourd'hui elles ont largement dépassé les fibres naturelles (26.8M. coton[Quoi ?]). En 2012, on a produit 54,2 Mt de fibres chimiques dont 80 % de polyesters, 3,5 % d'acryliques, 8 % de nylon et 9,5 % de cellulose. La production historiquement dominée par l'Europe et les États-Unis s'est massivement délocalisée en Asie et particulièrement en Chine.
Production mondiale par région en 2012 :
|             | Pays             | Production (en Mt) | % mondial |
| ----------- | ---------------- | ------------------ | --------- |
| 1           | Chine            | 36,071             | 66,6      |
| 2           | Inde             | 3,989              | 7,4       |
| 3           | ASEAN            | 3,278              | 6         |
| 4           | Europe + Turquie | 2,322              | 4,3       |
| 5           | Taïwan           | 2,055              | 3,8       |
| 6           | États-Unis       | 1,930              | 3,6       |
| 7           | Corée du Sud     | 1,546              | 2,8       |
| 8           | Japon            | 0,671              | 1,2       |
| Autres pays | Autres pays      | 2,341              | 4,3       |
| Total monde | Total monde      | 54,2               | 100       |

## Impacts sanitaires et environnementaux
Les fibres synthétiques posent des problèmes particuliers, notamment liés à leur moindre dégradabilité, biodégradabilité faible ou nulle, et à leurs composants qui peuvent poser des problèmes pour la santé parce que toxiques (colorants, additifs), allergènes, ou assez fines pour pénétrer l'organisme (asbestose).
De grandes quantités de microfibres synthétiques sont évacuées vers les milieux aquatiques par une machine à laver, avec des conséquences pour les milieux aquatiques. Les stations d'épuration ne sont pas capables de filtrer ces microfibres dans l'eau.
Quand elles sont produites à partir de pétrole, charbon ou gaz naturel, ou agroproduits ayant nécessité des engrais, pesticides et un important travail du sol, elles ont un impact en termes d'émission de gaz à effet de serre, de bilan carbone ou d'empreinte écologique qui est encore difficile à évaluer quand elles se substituent à des fibres naturelles issues de cultures ou de la nature.

## Typologie
- Fibres synthétiques organiques
  - Acide polylactique
  - Polyamide
  - Polyester
  - Chlorofibre

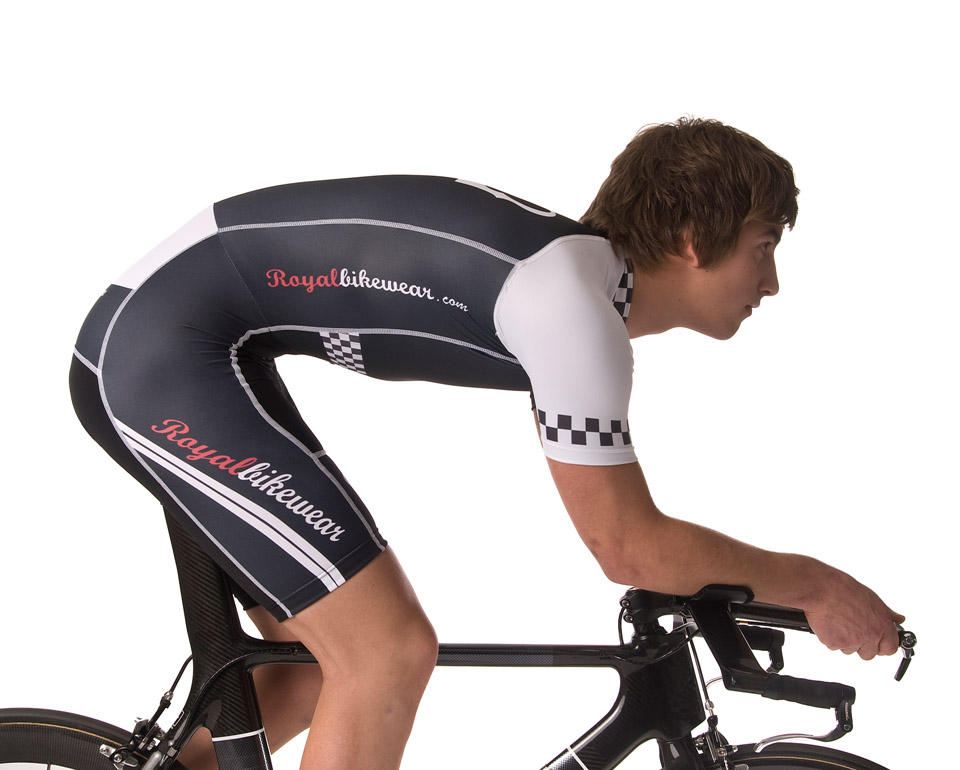
Combinaison pour cycliste en spandex (élasthanne).

  - Acrylique, Modacrylique. Le polymère acrylique est obtenu par polymérisation de l'acrylonitrile (CH2=CH-CN).
  - Vinylique : le polymère vinylique est obtenu à partir de l'acétate de vinyle (CH3COO-CH=CH2) ; cette fibre a progressivement supplanté une fibre artificielle obtenue à partir de la cellulose et de l'anhydride acétique : l'acétate de cellulose.
  - Élastodiène, Vinylal
  - Élasthanne (commercialisé sous les appellations « Spandex » et « Lycra »)
  - Aramide
  - Polybenzimidazole (PBI)
  - Polypropylène
  - Polyéthylène
  - Polyphénolique
  - Polyurée, Polyuréthane
  - Textilène
- Fibres synthétiques minérales
  - Fibre de verre
  - Céramique : carbure de silicium
  - Fibres de métaux très ductiles : or, argent, aluminium
  - Fibre de carbone
  - Fibre de bore

## Fabrication
Pour fabriquer des fils synthétiques, on utilise des polymères. Ces chaînes de molécules sont fondues, pour ensuite être transformées en fils.